# Robert Blake (admirális)

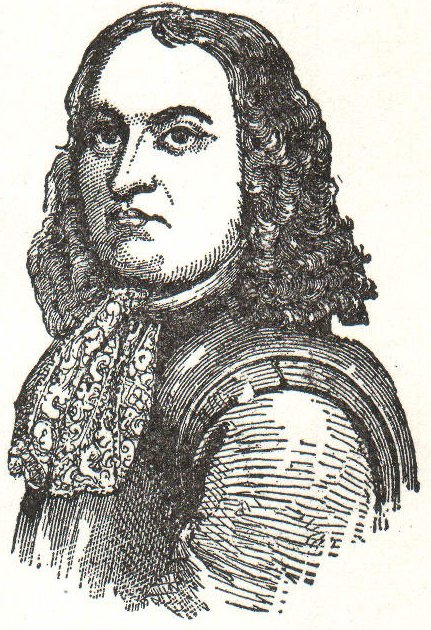

Robert Blake (Bridgewater, 1599. augusztus – Plymouth, 1657. augusztus 17.) angol admirális, „a királyi haditengerészet atyja”.

## Ifjú évei (1625-ig)
1599 augusztusában született a Somersethire megyei Bridgewaterben. Apja, Humphrey Blake jómódú kereskedő volt, anyja Sara Williams; ő volt első gyermekük. Az elemi iskolát kiváló eredménnyel végezte el Bridgewaterben, és ekkor apja a 16 éves Robertet Oxfordba, az ország legszínvonalasabb egyetemére küldte tanulni.
Az egyetemen Blake eredményei közepesek voltak, nem tűnt ki semmiben, de azért elérte a Master of Arts fokozatot, ami nagyjából a mostani „doktor” címnek felelt meg. Feltételezik, hogy oxfordi kedvetlensége nem kis részben annak köszönhető, hogy rájött, az érvényesüléshez nem annyira a tudás és a tehetség kell, hanem jóval inkább a kapcsolatok és a pártfogók.
Oxfordi éveiről kevés feljegyzés maradt. Mogorva, melankóliára hajlamos fiú volt. Kedvelte a klasszikus latin és görög irodalmat, maga is írogatott verseket és epigrammákat. Mindig nagyon korán kelt, szerette a szabadtéri sportokat és a vadászatot. A vizekhez mindössze annyi fűzte, hogy szeretett horgászni.
Kapcsolatokat elég nehezen teremtett, és ebben alighanem közrejátszott az is, hogy alig 160 cm-es termetével elmaradt az úri körökben elvárt megjelenéstől. Valószínűleg a kellemetlen tapasztalatok hatására kezdte el érdekelni a közélet, így lett a baptista Blake a puritanizmus híve. Baráti társaságban gyakran szenvedélyesen bírálta a kor társadalmi viszonyait, a királyi udvar romlottságát és gyengeségét.

## Polgári egzisztencia (1625–1640)
Az oxfordi csellengésnek apja halála vetett véget 1625-ben. Ezzel Blake vált a család fejévé, neki kellett eltartania anyját és tucatnyi testvérét (12 fiútestvére közül heten érték meg a felnőttkort. Leánytestvéreinek számát nem tudni, de legalább kettőt Blake házasított ki), rendbe tennie az utolsó években nagyon veszteségessé vált családi vállalkozást. A rendkívül puritán és vallásos, a kortársak szerint „szerzetesi hajlamú” (egyesek szerint kimondottan nőgyűlölő) Blake soha nem nősült meg, és nőügyeiről sem tudni. Hölgyek társaságában mindig nagyon esetlenül viselkedett.
A család birtokai közül többet el kellett adnia, hogy ki tudja fizetni apja adósságait, ezután azonban kiváló szervezőkészségével és hatalmas munkabírásával hamarosan felvirágoztatta az üzletet. Tizenöt évig sikeresen kereskedett a családi vállalkozás fejeként. Valószínű, hogy ideje nagy részét Bridgewatertől távol töltötte. Feltételezik, hogy az 1630 körül Dorchesterben tevékenykedett, Robert Blake nevű kereskedő is ő volt, és egyesek szerint egy ideig Hollandiában, Schiedam városában is dolgozott.
Tekintélyes vagyonából gondoskodott hét öccsének neveltetéséről és húgai férjhez adásáról. Testvérei is többnyire tehetős gazdálkodók, illetve üzletemberek lettek, William öccse pedig a jogtudományok doktora, a Padovai Egyetem rektora. Két másik testvére, Humphrey és Benjamin tengerésznek állt, és mindkettő a kapitányságig vitte.

## A közéletben (1640–1642)
Az üzlet mellett Blake, mint Bridgewater egyik legtekintélyesebb kereskedője, aktívan részt vett a közéletben is. Üzleti és politikai tekintélyének köszönhetően 1640-ben a király által újra összehívott parlament bridgewateri képviselőjévé választották.
Az 1640 tavaszán összeült rövid parlamentet a király alig három hét múlva feloszlatta, mert a képviselők nem akarták megszavazni az új adókat, ehelyett inkább régi sérelmeiket hánytorgatták fel, vallásszabadságot, a parlament jogainak és irányító szerepének helyreállítását követelve.
A parlament feloszlatása országszerte elégedetlenséget és felháborodást váltott ki. Ezt kihasználva a skót hadsereg átlépte a határt, és a jóval kisebb létszámú királyi csapatok nem voltak képesek komolyabb ellenállásra. Ebben helyzetben a király kénytelen-kelletlen ismét összehívta a parlamentet ez lett a hosszú parlament (1640 novemberétől 1653-ig). A parlament kihasználta a király kiszolgáltatott helyzetét és háttérbe szorították királyt, letartóztatták bizalmi embereit, de visszaszorították a skótokat is.
A vallási fanatikus puritánok zsarnokoskodása miatt a parlament népszerűsége is gyors hanyatlásnak indult. Az ország rövidesen két pártra szakadt:
- a királypárti nemességére; ők voltak a gavallérok (cavalierek, lovagok) és
- a rövidre nyírt hajú puritánokéra; ők voltak a kerekfejűek pártjára. A királyt támogató nemesek saját pénzükből hadsereget szerveztek és 1642-ben fegyverrel támadtak a parlamentiekre.

## A polgárháborúban
Az 1642 őszén kitört polgárháború a jobban felkészült királypártiak sikereivel kezdődött, de rövidesen a kerekfejűek is ütőképes haderőt toboroztak, és azt a tehetősebb puritánok úgyszintén saját pénzükből fizették. A rövidesen a parlamentiek vezetőjévé emelkedő Cromwell is saját pénzén állította fel híres nehézlovasságát, a vasbordájúakat, akik a parlamentiek fő ütőerejét képezték.
Bridgewaterben Robert Blake-et nem választották újra parlamenti képviselőnek, ezért egy szabadcsapatot szervezett. Gyanakodva figyelte a királypártiak szervezkedését, és Samuel testvérével már jóval a polgárháború kitörése előtt elkezdte felállítani a parlamenthez hű helyi milíciát. Fegyvereket és a lovakat vett, megszervezte az ellátást.
A 43 éves Robert Blake minden katonai tapasztalat és képzettség nélkül, saját egységének parancsnokaként indult a polgárháborúba, de már az első csetepatékban bizonyította rátermettségét. Többször is sikeresen ütött rajta a királypártiakon, zavarta azok toborzását és az ellátási vonalaikat tette  tönkre. Mindeközben a csatákat sorra a királypártiak nyerték, és már az ország több mint kétharmadát ellenőrizték.

### Bristol védelme (1643)
1643. július 13-án a Móric herceg és Lord Wilmot vezette királypártiak Roundway Down-nál megsemmisítő vereséget mértek a kerekfejűekre, és ezzel lényegében egész Nyugat-Angliát megszerezték. Két héttel később ostrom alá vették a térség legnagyobb városát, Bristolt.
A várost jól kiépített védvonal vette körül, és Blakere az egyik legfontosabb erőd, a Prior’s Hill védelmét bízták. Az ostromlókat a királypártiak legjobb hadvezérei, Rupert és Móric pfalzi hercegek vezették. A Prior’s Hill-t kezdettől fogva nagy erőkkel támadták, de Blake visszaverte a rohamokat, nagy veszteségeket okozott az ellenségnek. Erejéből még kisebb ellentámadásokra is futotta. A védelem többi része azonban korántsem teljesített ilyen jól: néhány napos heves küzdelemben az ostromlók betörtek a belső védőövbe, mire a védelem parancsnoka, Fiennes ezredes szabad elvonulást kérve feladta a várost. Blake először dühösen visszautasította a megállapodás aláírását, de mivel a többi erőd sorra megadta magát, neki sem maradt más választása.
A meglehetősen szégyenletes vereség egyik dicsőséges mozzanata a Prior’s Hill hősies ellenállása volt; Blake ezzel alapozta meg hírnevét, indította el katonai karrierjét. Rövidesen alezredessé nevezték ki, és a Popham ezredes vezette nyugati seregbe osztották be, így továbbra is Nyugat-Angliában, főleg Bridgewater közelében tevékenykedett. Egy váratlan rajtaütéssel megpróbálta Bridgewatert is elfoglalni, de bár magát a várost meg tudta szerezni, az erőd a királypártiak kezén maradt, és ők Blake elvonulása után visszafoglalták a várost is.
Nem sokkal ezután dezertőrök lelőtték öccsét, a századosként alatta szolgáló Samuel Blake-et. Robert ezután sajátjaiként gondoskodott öccse árváiról.

### Lyme védelme (1644)
Bristol bevétele után a királypárti sereg kettéoszlott: Móric herceg és lord Carnarvon gavallérjai a Cornwall-félszigeten söpörtek végig, és elfoglaltak szinte minden fontosabb települést, úgyhogy a kerekfejűek kezén csak Plymouth és néhány kisebb erődítmény maradt.
- lord Carnarvon bevette
  - Dorchestert,
  - Weymoutht és
  - a Portland-szigetet;
- Móric pedig
  - Exetert és
  - Dartmoutht, majd

Lyme ellen fordult. A kis mindössze 900 fős városka jelentőségét a jól védett, mély vizű kikötő adta, ami a királypártiaknak hozott francia és holland szállítmányok kiváló kirakodóhelye lehetett volna. Városfala nem volt, de sziklás dombok övezték.
A védők parancsnoka elvileg Were ezredes volt, a gyakorlatban azonban Blake építette ki a város védővonalait úgy, hogy a külső területeken fekvő udvarházakat megerősítette és sáncokkal kötötte össze — de alig 500 katonát tudtak szembeállítani a több mint hatezer támadóval. A sorozott katonák és a külföldi zsoldosok azonban nem szívesen áldozták életüket I. Károlyért, a védők viszont önkéntesek voltak, akiket a civil lakosság is támogatott. Az 56 napos ostromban az ostromlók több mint kétezer embert vesztettek, többet, mint a térség összes többi városának ostrománál együttvéve.
A harcokban Blake lába is súlyosan megsebesült, ettől élete végéig sántított. Nem sokkal a város megvédése után ezredessé léptették elő.

### Taunton és a háború vége (1644–1645)
Lyme felmentése Blake, aki megtudta, hogy a Bridgewatertől délre fekvő Taunton helyőrsége gyenge, erőltetett menetben odavezette csapatait, és egy váratlan rajtaütéssel elfoglalta a várost, elvágva ezzel Rupert és Móric hercegek seregeinek összeköttetését. A győzelmet a főváros népe fáklyás felvonulással ünnepelte meg. A parlament Taunton kormányzójává nevezte ki Blake-et, aki következő hónapokban megerősítette a város védelmét, és csapatait lord Essex Lostwithielnél szétvert csapatainak maradványaival töltötte fel, de létszámuk így is alig érte el az ezer főt.
A királypártiak 1644 októberében zárták körül a várost. Taunton fekvése nem kedvezett a védelemnek, de Blake ezúttal is elszántan hadakozott, és az egészen 1645 júliusáig elhúzódó ostromzár ideje alatt három nagy ostromot vert vissza.
Az Edmund Wyndham, sir John Berkeley és lord Goring vezette ostromló sereg minden próbálkozását meghiúsították. Ugyanakkor az ostrom a királypártiak jelentős erőit lekötötte, és ennek komoly szerepe volt abban, hogy 1645. június 14-én Naseby-nál a Cromwell és sir Thomas Fairfax vezette kerekfejűek megsemmisítő vereséget mértek a királypártiak főseregére, lényegében eldöntve ezzel a polgárháború kimenetelét.
Az ostromlók a Naseby-nál elszenvedett vereség hírére beszüntették a harcot, és elvonultak a szinte földig rombolt falak alól. Blake-et országszerte hősként ünnepelték. Utolsó katonai tetteként részt vett az egyik utolsó királypárti erőd, Dunster Castle bevételében.

## A politikában (1645–1648)
A következő évben Taunton parlamenti képviselőjévé választották, ekkor lemondott katonai tisztségeiről, és a következő két évet a politikai pályán töltötte. Szigorú puritán nézeteivel hamar elnyerte Cromwellék bizalmát, de a király elítélésében és kivégzésében semmilyen szerepet nem vállalt — részben, mert ez idő tájt már a flotta rendbetétele kötötte le energiáit.

## A flottánál
Amikor nyilvánvalóvá vált, hogy Írországot és Skóciát csak úgy tudják pacifikálni, ha uralják a tengeri útvonalakat, a parlament 1649 márciusában Edward Popham, Blake és Richard Deane ezredeseket „tengeri tábornokká” (General at Sea) nevezte ki, és őket bízta meg a lepusztult, megbízhatatlan személyzetű flotta rendbetételével. Ehhez a kereskedelmi hajózásból származó nyereségre 15%-os adót vetettek ki, és az így befolyt pénzt a hadiflotta fejlesztésére fordították.
Az eleinte a parlamenthez hűséges, de elhanyagolt flotta nagyobb része ugyanis apránként átállt a királypártiakhoz — 11 hajót maga William Batten tengernagy, a flotta parancsnoka vezetett, miután sikertelenül próbálta kiszabadítani a királyt. Rupert herceg magánflottájával szállította az utánpótlást a felkelőknek, akik hamarosan Írországban és Skóciában is fölénybe kerültek a puritánokkal szemben. Ezek a felkelések a király kivégzése után lángoltak fel, amikor a katonák tömegesen álltak át a királypártiakhoz.
Hónapokba tellett, mire a „tengeri tábornokok” a lényegében a kalóz hagyományokra épülő haditengerészetben egészen újszerű rendet és fegyelmet teremtettek. Válogatás nélkül kirúgtak mindenkit, aki királypártinak látszott, és a helyükre megbízható embereket vettek fel, főleg tengerparti és temzei hajósokat. A tisztikarba a hadsereg emberei kerültek, mint például
- sir George Ayscue,
- sir William Penn és
- sir John Lawson.

Feltöltötték a készleteket, biztosították az ellátást, javították az egészségügyi feltételeket. A három tábornoknak elvileg egyenlő hatásköre volt, de gyorsan Blake vált vezetővé, a flotta tényleges parancsnokává.
A hajók felszerelése és a hadtáp megszervezése után négy részre osztották a flottát:
- Deane hajóraja Downsba települt, hogy a Doveri-szorost és a Temze torkolatát ellenőrizze;
- Popham Plymouthból a Csatorna hajózását biztosította és a Scilly-szigetekre települt királypárti kalózokra vigyázott,
- George Ayscue egy kötelékkel Dublin közelében biztosította a szárazföldi csapatok átkelését és ellátását.
- Blakenek a negyedik hajórajjal Rupert herceg magánflottáját kellett megsemmisítenie.

### Rupert herceg ellen (1649–1651)
Mivel az állandó pénzhiánnyal küszködő Károly trónörökösnek nem volt pénze, hogy az angol flotta többi részéhez hasonlóan lepusztult hajóit ellássa, Rupert herceg vette a kezébe a dolgokat. A kötelék legnagyobb hajóját eladta a hollandoknak, az így szerzett pénzből kitatarozta és felszerelte a többit, és ezekkel megindította magánhadjáratát a Köztársaság szállítmányai ellen. Emellett válogatás nélkül megtámadott minden útjába kerülő hajót, többnyire azzal az indokkal, hogy elmulasztották a szerinte kötelező tiszteletadást. A rakományt elkobozta, és árából a királypárti felkelőket és Károly herceg párizsi udvartartását támogatta.
Blake először az Írországba vezető útvonalat szabadította fel. Rupert herceg az év januárjában Kinsale-be, a királypártiak fő bázisára települt nyolc hiányos legénységű hajójával, hogy elvágja a köztársaságiak utánpótlását. Rupert ugyan elfogta egy Blake hajóját, de a „tengeri tábornok” május 22-én blokád alá vette Kinsale kikötőjét, lehetővé téve ezzel, hogy Cromwell augusztus 15-én partra tehesse csapatait Dublinban. Amikor októberben egy vihar elűzte Blake hajóit a tengerről, Rupert kihasználta az alkalmat, és Lisszabonba menekítette kicsiny hajóraját.
Amikor a parlament megtudta, hol van a hercegek (Rupert és Móric) új bázisa, szokatlan időpontban, 1650. január végén indított útnak egy hajórajt Portugália felé. Mivel Pophamet lekötötte a Csatorna-flotta, Deane pedig éppen beteg volt, a mindössze öt hajóból álló kötelék parancsnokává Blake-et tették. A parlament ellenségesnek (megtámadhatónak) minősített minden olyan hajót, amely a királypárti lázadók tulajdona, nekik támogatást nyújt, vagy akárcsak megtagadja, hogy tisztelegjen a brit hajóknak.
Az angol flotta március elején ért a Lisszabon elé, ám János király nem engedte meg, hogy a britek behajózzanak a portugál felségvizekre. Az angolok nem merték megtámadni a Tajo torkolatánál, a parti erődök ágyúinak védelmében horgonyzó királypártiakat (Rupert herceg 13 hajóra bővítette flottáját), ezért Blake „hitszegő árulók és kalózok fészkének” minősítette Lisszabont, majd blokád alá vette a kikötőt. Erősítésként befutott hozzá Popham újabb nyolc hajóval. Az angol flotta ellátását kiválóan megszervezték; a blokád nyolc hónapja alatt az élelmezés kifogástalan volt, és komolyabb járvány sem tört ki: ez akkoriban kivételes ritkaságnak számított.
Blake felszólította IV. Jánost, hogy hagyjon fel Rupert herceg támogatásával, de a király erre nem volt hajlandó. A blokád viszont roppant érzékenyen érintette a portugálokat, akik a szokásos nyári konvojt kívánták Brazília felé indítani. A több hónapos huzavonában se Blake, se János király nem engedett. A papíron még semleges portugálok végül útnak indították a konvojt, de azt Blake a nyílt tengeren megtámadta, és kilenc hajót elfogott: legénységüket partra tette, a hajókat pedig felszerelte és saját flottájába sorolta. Hetekkel később az éves adót Brazíliából Lisszabonba hazaszállító portugál ezüstflottát is szétverte: négy hajót elsüllyesztett, tizenkettőt elfogott; a 23 hajóból csak hét tudott bemenekülni a lisszaboni öbölbe. Ez után a katasztrófa után János király személyesen látogatta meg Rupertet, és utasította, hogy a portugál hajóhaddal együtt azonnal támadja meg a Blake flottáját, szerezze vissza az elfogott hajókat. A széljárás azonban ezt csak két hét múlva tette lehetővé, és közben az angolok már kijavították sérült hajóikat. A sűrű ködben Rupert észrevétlenül az angol flotta közelébe ért. Megpróbálta meglepni Blake zászlóshajóját, de az őrszemek időben riadóztatták a flottát. A rövid összecsapásban Blake tüzérei ellőtték Rupert hajójának előárbócát, mire a herceg gyorsan visszavonult. A kudarcért a portugál parancsnokot tették felelőssé, mivel a király parancsa ellenére nem követte Rupert hajóit.
Rupert nem sokkal később, immár a portugál flottával együtt ismét kihajózott, hogy áttörje a blokádot, de ezúttal ő kerülte a harcot.
A király megvonta tőle támogatását, és béketárgyalásokat kezdeményezett az angolokkal, akik egyes egységei a portugál kereskedőhajókra vadásztak, mások spanyol kikötőkbe vonultak vissza, hogy megtisztítsák a hajók fenekét a kagylóktól. Ezzel egy időre őrizetlenül hagyták a lisszaboni öböl bejáratát, és Rupert megmaradt hat hajójával a Földközi-tengerre, spanyol vizekre menekült, ahol Cartagena és Málaga kikötőjét választotta támaszpontjául. A herceg továbbra is megtámadott minden, útjába kerülő hajót, többek között a spanyolokat is. A spanyol király azonban francia és portugál kollégájához hasonlóan annyira gyűlölte a királygyilkos köztársaságot, hogy az ellene harcoló Rupertnek megadta a támogatást, és az általa elfogott spanyol hajókat az egyszerűség kedvéért e támogatás részének tekintette.
Blake a Földközi-tengerre is követte Rupertet, akinek egy hajóját november 3-án, Málaga közelében elsüllyesztette, a többieket pedig Cartagena kikötőjében remélte elcsípni, de Rupert herceg időben kivezette hajórajának maradványait Toulonba. Blake erővel benyomult Cartagena kikötőjébe, ahol visszaszerezte azokat a kereskedőhajókat, amiket Rupert odáig elfogott, az ott talált spanyol hajókat pedig felgyújtotta. Ezután követte Rupert herceget Toulonba, ami előtt most a francia flottával kellett összecsapnia, és annak is elsüllyesztette egy hajóját — Rupert azonban elhagyta a Földközi-tengert: egy ideig Nyugat-Afrika és az Azori-szigetek környékén kalózkodott, majd áthajózott a Karib-tengerre.

### A polgárháború vége
Blake hazatértében még megtámadott és elfogott négy francia hajót — ezek egyike egy 40 ágyús fregatt volt.
Miután hazatért, az érintett kormányok követelésére formálisan hadbíróság elé állították a portugál és spanyol kereskedelmi hajók megtámadásokért. A bíróság persze felmentette Blake-et, aki igazolta, hogy a parancsnoknak megfelelően járt el. Ezután a tengeri útvonalak felszabadításáért a parlament 1651 februárjában rendkívül nagy jutalmat, 1000 fontot szavazott meg neki.
Blake a hozzá csatlakozott sir George Ayscue-val együttműködve még 1651 májusában elfoglalta a Scilly-szigeteket, ahonnan sir John Grenville vívta a maga magánháborúját a köztársaság hajói ellen — ezt a parlament újabb határozatában köszönte meg. Októberben megtámadta a Jersey szigetén álló Erzsébet-kastélyt, sir George Carteret erősségét — a védők ötven napos ostrom után, decemberben adták fel a várat.
Amikor a már huzamosabb ideje betegeskedő Popham tengernagy elhunyt, Blake-et nevezték ki a Downsnál állomásozó flotta élére. Fő feladata itt az volt, hogy megakadályozza a királypártiaknak utánpótlást szállító hajók célba érkezését.
Szeptemberben Blake flottája elfoglalta az utolsó, a Stuartok kezén maradt területet, a Jersey-szigeteket is. A polgárháború ezzel gyakorlatilag befejeződött.

### Az első angol-holland háborúban (1652–1654)
Az angol parlament 1651 októberében fogadta el a híres (hírhedt) Navigation Act törvényt. Ebben elrendelték, hogy angol kikötőkbe és angol gyarmatokra csak angol hajó vagy a terméket előállító ország hajója szállíthat árut. Egyúttal engedélyezték az angol hajóknak, hogy (a királypártiak támogatását megtorlandó) elfoghassák a francia hajókat és a francia árukat szállító semleges (túlnyomórészt holland) kereskedőhajókat: az angol kalózok és hadihajók rövidesen több száz holland hajót zsákmányoltak. Válaszul a holland főparancsnokság felfegyverzett és a flottába sorolt 150 kereskedőhajót.
Oilver Cromwell ezután felélesztett egy rég elfelejtett, ősi rendeletet, és elrendelte, hogy minden, a Csatornán áthaladó hajó tisztelgésül engedje félárbócra zászlaját, ha angol hajó közeleg. Maarten Tromp admirális, aki 1652. május 29-én konvojt kísért egy hazai kikötőbe, nem volt hajlandó így köszönteni Blake-et, mire a brit hajók tüzet nyitottak rá. Az öt órás ütközetben Tromp meg sem próbálkozott azzal, hogy 42 hajójával elfogja Blake 23 hajóját, hanem megelégedett azzal, hogy hajóit csatasorba állítsa a britek és a holland konvoj közé. Az angolok többször is megpróbálták áttörni a holland csatasort, de Tromp sorra visszaverte próbálkozásaikat, és a briteknek végül meg kellett elégedniük egy, a köteléktől leszakadt 36 ágyús holland hajó elfogásával (más források szerint egy hajót el is süllyesztettek). A hollandok még egyszer megpróbáltak tárgyalni, de az angolok jottányit sem engedtek: 1652. július 10-én az angol parlament hivatalosan is hadat üzent Hollandiának: kitört az első angol–holland háború.
A kezdeti „konvojháború” (a kereskedő hajók kölcsönös elfogdosása) az előnyösebb földrajzi helyzetű briteknek kedvezett, akik főerőivel Maarten Tromp nem akart megütközni, mert tisztában volt az angol hajók minőségi fölényével. Ezért júliusban Blake az Északi-tengeri holland halászflották ellen indult, főleg azért, hogy kicsalogassa a tengerre Trompot. A halászokat védő holland hajórajt meglepte és teljesen megsemmisítette: a 13 hajóból hármat elsüllyesztett, kilencet elfogott, csak egyetlen fregatt tudott elmenekülni. Jókora pusztítást vitt végbe a halászhajók között is. Tromp jobb meggyőződése ellenére valóban elindult északnak, hogy megütközzön az angol flottával, de az Orkney-szigetek előtt egy vihar szétszórta a két, már egymás közelében manőverező hajóhadat. A holland flotta komoly károkat szenvedett, és Tromp erre hivatkozva visszavonult a hazai kikötőkbe.
A holland hadvezetés erre a visszavonulásra hivatkozva, de alapvetően politikai okokból leváltotta Maarten Trompot, és a helyére állított Witte de With altengernagyra Blake 1652. szeptember 28-án a két napos Kentish Knock-i csatában annyira súlyos vereséget mért, hogy az döntő csapásnak tűnt. Ezért a britek télire elbizakodottan leszerelték a flotta egy nagyobb részét, egy 20 hajóból álló különítményt pedig a Földközi-tengerre küldtek, hogy ottani pozícióikat is megerősítsék. Blake parancsnoksága alatt mindössze 42 sorhajó maradt, és ezt a meggyengült csoportosítást az újra kinevezett Tromp 80 hajójával 1652 decemberében, Dungenessnél megverte (ez volt Blake első és egyben utolsó tengeri veresége), majd a hollandok szétverték a Földközi-tengerre küldött angol hajórajt is. A vereség után Blake lemondott tisztségéről, de ezt a parlament nem fogadta el.
A csatavesztés okait felderítve átszervezték a hajóhad irányítását, kivizsgálták az egyes beosztott parancsnokok személyes felelősségét, többüket (köztük Blake Benjamin öccsét) leváltották. Megtiltották, hogy a flottába besorozott kereskedőhajókat továbbra is azok békebeli kapitányai vezessék. Befejezték a félkész hadihajókat. Edward Popham helyére George Monck tábornokot, Oliver Cromwell bizalmasát nevezték ki.
A tavasszal újra felszerelt angol hajók 1653 februárjában futottak ki újra a tengerre, és márciusban, a három napos portlandi csatában Blake többé-kevésbé visszavágott Trompnak (ezt az összecsapást mindkét fél saját győzelmeként tünteti fel: az angolok azért, mert a hollandok vesztettek több hajót, a hollandok azért, mert a kísért konvoj legtöbb hajóját sikerült célba juttatni). A csatában ellőtték Blake combját, és ő ezután több hónapig betegeskedett, illetve lábadozott.
Március végén a három tengeri tábornok (Blake, Deane és Monck) kiadta a híres „Sailing and Fighting Instructions” nevű tengeri harcászati szabályzatát, amiben az angol flották új csatarendjévé Maarten Tromp már több mint egy évtizedes, de Hollandiában még mindig vitatott újítását, a csatasort tették. A következő 300 évben, a második világháború végéig ez maradt a hadiflották hivatalos harcrendje.
Blake — parancsnoktársaitól eltérően — nem írta alá a parlament feloszlatása után (1653 április végén) elvileg kötelező hűségnyilatkozatot, és a továbbiakban Cromwell egyeduralma alatt semmilyen politikai kérdésről nem nyilatkozott.
A gabbardi csata nagy angol győzelemmel zárult, de elesett Deane, és ezért Blake ismét átvette a flotta vezetését, megszervezte a holland partok blokádját. A holland kikötőket is meg akarta támadni, de erre nem kapott engedélyt, mert Cromwell titokban már a békéről tárgyalt a hollandokkal. Blake elhanyagolta a portlandi csatában szerzett sebét, ráadásul meg is betegedett, és állapota annyira leromlott, hogy kénytelenek voltak partra tenni; a scheveningeni csatát George Monck, Penn és Lawson nélküle vívta meg. A győzelem után Monck és a lázas betegen odahaza fekvő Blake 3000-3000, Penn és Lawson ezer-ezer font értékű aranyláncot kapott a Parlamenttől.

### A Földközi-tengeren (1654–1655)
Miután fölépült, 1654 októberében a Földközi-tengerre küldték, hogy az ott alapvetően kalózkodással foglalkozó észak-afrikai államoktól szerezzen elégtételt az elfogott brit hajókért és a rabszolgának eladott brit tengerészekért. Tüntető felvonulással demonstrálta flottája erejét a tuniszi kikötő előtt, de eredménytelenül. Blake ezért visszahajózott Szicíliába, hogy feltöltse készletei, majd 1655 április negyedikén hajnalban váratlanul lerohanta a tuniszi flotta bázisát, a hajókról partvédő ütegekkel jól megerősített Porto Fariña kikötőjét. Hogy a kedvezőtlen széllel szemben is kijuthasson az öbölből, a hadtörténetben először odakint dobatta ki a horgonyokat, és úgy úsztatta be hajóit a védművek elé. Kétórás heves tűzharcban elnémította a parti ütegeket, majd az ágyúkkal fedezett partraszálló egységei felgyújtották az össze, odabent kikötött hajót. Blake előtt még soha, senki nem alkalmazott sikerrel hajótüzérséget partvédő ütegek ellen.
A látványos győzelem hatására a tripoli, a tuniszi és az algíri bej is megfizette a kért kártérítést, továbbá a rájuk erőszakolt, britek számára igencsak előnyös kereskedelmi szerződéseket is megkötötték. Ezentúl a Földközi-tengeren az angol hajókat nem zaklatták a kalózok.
Hazafelé útjukon Blake hajói befutottak Málaga kikötőjébe, ahol a spanyolok letartóztattak néhány angol tengerészt különféle bűncselekményekért. Blake követelte, hogy adják ki őket, és amikor úgy vélte, hogy a helyi hatóságok húzzák az időt, Blake 24 órás ultimátumot szabott meg, hogy utána földig rombolja Malagát — a tengerészeket határidőn belül kiadták neki. Ettől fogva vált a britek alapvetésévé, hogy „egy britet senki sem büntethet meg, csak egy másik brit”.
Blake útján a fő probléma az utánpótlás volt, aminek nagyobb részét Angliából hozták utána, és többnyire a nyílt tengeren rakodták át. A hajókon járványok törtek ki; maga Blake is megbetegedett pestisben, de néhány hét alatt felépült.

### A spanyolok ellen (1656–1657)
A spanyolok elleni háborúra készülő angolok a hajóhad nagyobb részét William Penn parancsnoksága alá rendelték, és a Karib-tengerre küldték, hogy foglalja el a spanyoloktól Hispaniola szigetét. Blake-nek egy másik hajórajjal Cádiz kikötője előtt kellett cirkálnia, hogy elfoghassa az éves adót az amerikai gyarmatokról hazaszállító ezüstflottát (a két ország még nem állt hadban). A spanyolok Blake hajóit látva úgy döntöttek, hogy az angolokat várhatóan hazaűző téli viharokig késleltetik az ezüstflottát, így október 9-én Blake dolga végezetlen indult haza. Utánpótlása mindvégig akadozott; a hajók és a legénység állapota is leromlott. Az újra romló egészségű Blake a telet a parton töltötte, és végleges leszerelését fontolgatta.
Penn csapatai vereséget szenvedtek Hispaniolán, és helyette az akkor még jelentéktelennek értékelt Jamaicát foglalták el. A spanyol sikeren felbátorodott IV. Fülöp spanyol király 1656 februárjában hadat üzent Angliának, és egyben embargót hirdetett minden angol termékre. Oliver Cromwell a 40 hajóból álló, hiányosan felszerelt flotta parancsnokságát Blake-re bízta, és afféle komisszárként Edward Montagút tette helyettesévé.
Blake 1656 februárjában hajózott ki; zászlóshajója a Naseby volt. Blokád alá vonta Cádiz, Vigo és Málaga kikötőjét. Egy ideig (korát megelőző éleslátással) Gibraltár elfoglalását is tervezte, erről utánpótlásának ismét súlyosbodó zavarai miatt le kellett mondania. Májusban rákényszerítette IV. János portugál királyt a korábban megkötött békeszerződés ratifikálására, továbbá 50 ezer font kártérítést fizettetett vele a korábban Rupert herceg által elfogott angol hajókért.
Egy vihar annyira súlyosan megrongált hat hajót, hogy ezeket hogy haza kellett küldeni Angliába. Blake a többi hajóval Észak-Afrikába hajózott, hogy feltöltse készleteit és kiszabadítsa az ott fogva tartott briteket. Szale kikötője elé érve az angolok látták, hogy néhány genovai hajó horgonyoz odabent. Felszólították az ellenséges hajókat, hagyják el a kikötőt és adják meg magukat, különben elpusztítanak minden, a kikötőben tartózkodó hajót. A genovaiak nem adták meg magukat, mire az angol flotta benyomult a kikötőbe, és lőni kezdte az ott horgonyzó hajókat. A parti ütegek tüzet nyitottak a britekre, mire ők kezdték a várost lőni: A parton nagy tűz ütött ki és kitört a pánik; sok civil meghalt.
Mivel a várva várt ezüstflotta csak nem akart feltűnni; Blake a flotta nagyobbik részét portugál kikötőkbe vitte karbantartásra. A blokádot a fregattokkal Richard Stayner kapitány tartotta fenn, így neki jutott a flotta elfogásának dicsősége. A spanyolok katasztrofális hibáinak eredményeként Stayner könnyű győzelmet aratott; a zsákmányolt kincs értéke egyes becslések szerint elérte a 3 millió fontot — a győztesek és az ezüstöt hazaszállító Montagu emberei alighanem sokat eltettek belőle, mert a kincstárba már csak mintegy egymilliónyi érkezett meg.
Amíg Montagu a flotta egyik felével a zsákmányt vitte haza, Blake a többi hajóval egész télen fenntartotta a blokádot — a brit történészek szerint erre sem volt még példa a tengerészet történetében; valójában Maarten Tromp ebben is megelőzte Blake-et. Eközben sorra látogatta az észak-afrikai arab kalózállamokat, és a spanyolokkal kötött szövetségi szerződés felmondására kényszerítette őket.
Legfényesebbnek tartott győzelmét 1657 tavaszán aratta. Ekkor a spanyolok a következő ezüstflottát Mexikóból Cádiz blokádja miatt a Kanári-szigetek legjobban védett kikötőjébe, Santa Cruz de Tenerifébe irányították. Blake április 13-án, 25 hajóval indult Santa Cruzba.
Santa Cruz katonai parancsnoka, don Diego Diagues bízott a kikötő előnyös fekvésében, az erős partvédelemben és a védők számára kedvező széljárásban (ebben az évszakban a szél a part felé fújt). Az angolok csak egy keskeny csatornán juthattak be, és annak mindkét oldalán ágyúkkal bőven megrakott erődök álltak. A spanyolok a biztonság kedvéért kirakodták az aranyat és ezüstöt, ám a többi árut a hajók fedélzetén hagyták.
Blake április 19-én ért a Kanári-szigetek közelébe, és már másnap támadott. Az akciót Porto Fariña lerohanásának mintájára tervezte meg: a reggeli dagállyal be, a délutáni apállyal ki. Úgy ítélte meg, hogy nincs esély a hajók elfoglalására és kivontatására, ezért azok felgyújtását tűzte ki célul. Reggel hét órakor Stayner 13 fregattja betört a kikötőbe, és közvetlen közelről megtámadta a part mentén horgonyzó hajókat.
A Staynert követő Blake legerősebb hajóival a parti erődök előtt vetett horgonyt, és felvette a harcot a parti ütegekkel. Ezeket nagyjából délre már eléggé meggyengítette ahhoz, hogy maga is Stayner után indulhasson. Délután két órára mind a 16 spanyol hajó kigyulladt, és Blake kifelé vezényelte hajóit, amelyeknek így lassan végig kellett volna sodródniuk a partvédő ágyúk előtt. Ekkor váratlanul módon megfordult a szél, a britek vitorlát bontottak és gyorsan kihajóztak. A rendkívül szokatlan időjárási jelenséget a britek és a spanyolok is isteni beavatkozásnak tekintették.
Ezután Blake még négy hónapig fenntartotta a spanyol partok blokádját. Közben ismét ellátogatott Saléba, és az ottani bejjel is „békeszerződést” kötött. Eközben egészsége annyira leromlott, hogy már fekvőbetegként sem tudta ellátni parancsnoki teendőit, de csak júliusban engedték meg neki, hogy a hazatérjen. Lelkierejét megtörte, hogy kedvenc öccsét, Humphrey-t, kötelességmulasztás és gyávaság miatt elbocsátották a flotta kötelékéből. (A hadbíróság ítéletét flottaparancsnokként habozás nélkül jóváhagyta.) Akkor halt meg, amikor hajója, a George 1657. augusztus 17-én horgonyt vetett Plymouth kikötőjében.

## Emlékezete
Urnába helyezett belső részeit a plymouthi Szent András-templomban helyezték nyugalomra. Holttestét bebalzsamozták, és a Westminsteri apátságban, az angol királyok síremlékei között temették el. A gyászszertartáson részt vett Oliver Cromwell és a teljes államtanács.
A Stuartok visszatérése után Blake holttestét exhumálták, és a Szent Margit-templom udvarán a köztársaság több, ismert személyiségével:
- Richard Deane-nel,
- Oliver Cromwell anyjával és lányával,
- John Pym-mel, a Hosszú Parlament elnökével és másokkal jelöletlen, közös sírba temették. Ennek pontos helye azóta is ismeretlen.